# Casual
La subcultura casual és una part del món del futbol que es caracteritza pel hooliganisme i el lluïment de marques cares de roba. La subcultura es va originar a Anglaterra a principis dels anys 1980 quan molts hooligans van començar a portar roba de disseny de marques com Stone Island, CP Company, Lacoste, Sergio Tacchini, Fila, Fred Perry i Lyle & Scott combinada amb roba esportiva, per a evitar cridar l'atenció de la policia i per a intimidar els rivals. En no dur els colors de llur club, aparentment era més fàcil infiltrar-se en grups rivals i entrar als seus pubs. Alguns casuals han portat peces de roba similars a les que porten els mods. La subcultura casual s'ha retratat en pel·lícules i programes de televisió com ID, The Firm i The Football Factory.

## Història

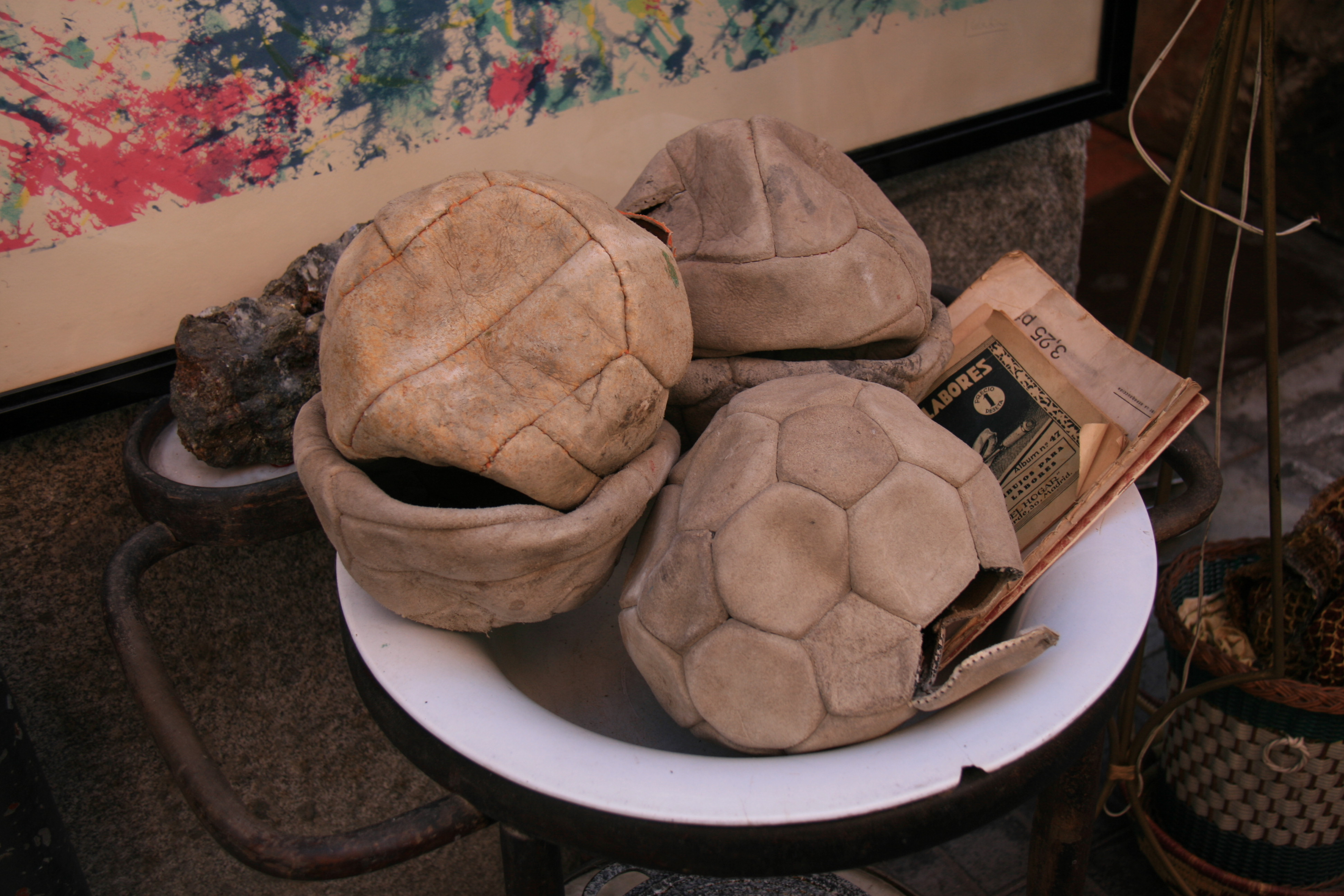

La subcultura casual van començar a mitjans de la dècada de 1970. Un dels antecedents coneguts va ser la tendència dels joves del Liverpool Football Club a començar a vestir-se de manera diferent als altres aficionats al futbol: amb jaquetes Peter Storm, texans de cama recta i quets Adidas. Els aficionats del Liverpool van ser els primers a portar moda continental que adquirien mentre seguien el seu equip en competicions europees.
Segons el periodista Colin Blaney, una subcultura coneguda com a Perry Boys, que es va originar a mitjans dels anys 1970, va ser l'altre precedent dels casuals. Els Perry Boys eren hooligans del Manchester United Football Club repentinats i que portaven roba esportiva, samarretes Fred Perry i quets Dunlop Green Flash.